# موریس رونه
موریس رونه (فرانسوی: Maurice Ronet‎؛ ‏ ۱۳ آوریل ۱۹۲۷ – ۱۴ مارس ۱۹۸۳) بازیگر و کارگردان اهل فرانسه بود.
از فیلم‌هایی که وی در آن نقش داشته است، می‌توان به زن بی‌وفا، اغواگری، ابوالهول، سه اتاق در منهتن، وراثت، امید واهی، جشن غیرمنتظره، دایره عشق، کاستا دیوا و استخر اشاره کرد.